# Expressway 65 (Südkorea)
Der Expressway 65  (kor. 동해고속도로) ist eine Schnellstraße in Südkorea. Die Straße verläuft entlang der Ostküste von Südkorea und besteht derzeit aus zwei Teilen, einem Teil von Busan nach Ulsan und ein etwas weiter nördlich liegenden Teil, der die Umgehungsstraße von Gangneung bildet. Beide Teile zusammen sind ca. 132 Kilometer lang. Es ist geplant die beiden Teile der Autobahn miteinander zu verbinden.

## Straßenbeschreibung

### Busan – Ulsan
Die Autobahn beginnt an der Ostseite von Busan, wo sich die Südküste mit der Ostküste verbindet. Die Autobahn verläuft hier entlang der bergigen Küste in Richtung Norden, in der Regel nicht mehr als ein paar Kilometer vom Meer entfernt. Entlang der Küste sind nur ein paar kleine Städte. Die Autobahn verläuft dann westlich der Industriestadt Ulsan entlang. Die Autobahn endet am Autobahnkreuz mit dem Expressway 16. Dieser Abschnitt ist 85,08 km lang.

### Gangneung
Der zweite Teil der Autobahn beginnt in der Küstenstadt Donghae, rund 220 Kilometer nördlich von Ulsan. Die Autobahn verläuft hier fast direkt am Strand und biegt dann ab und verläuft ein wenig weiter im Landesinneren durch einige Tunnel. Die Berge sind hier über 1000 Meter hoch. Die Autobahn verläuft dann westlich von Gangneung, eine der größten Städte im Nordosten von Südkorea mit 230.000 Einwohnern. Auf der nordwestlichen Seite der Stadt mündet der Expressway 50 in den Expressway 65. Die Autobahn endet in Yangyang, etwa 50 Kilometer südlich der Grenze zu Nordkorea. Dieser Abschnitt ist 47,2 km lang.

## Geschichte
Die Geschichte der Expressway 65 geht für südkoreanische Konzepte ziemlich weit zurück. Am 26. März 1974 begann der Bau zwischen Donghae und Gangneung und am 14. Oktober 1975 wurde dieser Abschnitt der Autobahn mit einem Fahrstreifen eröffnet. Im Jahr 1999 begannen die Bauarbeiten für den Ausbau dieses Stückes auf 2x2 Fahrspuren, die im Jahr 2004 abgeschlossen wurde. Es gab mehrere neue Tunnel für dieses Projekt. Alle Autobahnen im Nordosten von Südkorea wurden mit einer Fahrbahn gebaut. Am 4. November 2001 begann der Bau des Abschnitts zwischen Busan und Ulsan. Dieser Abschnitt wurde am 29. Dezember 2008 für den Verkehr freigegeben. Am 27. November 2009 eröffnete das Teilstück von Gangneung nach Hajodae.

## Eröffnungsdaten der Autobahn
| von      | nach     | Länge   | Datum      |
| -------- | -------- | ------- | ---------- |
| Donghae  | Hyeonnam | 60 km   | 20.08.1999 |
| Haeundae | Ulsan    | 45,3 km | 04.11.2001 |
| Hyeonnam | Hajodae  | 15,2 km | 27.11.2009 |
| Hajodae  | Yangyang | 9,7 km  | 21.12.2012 |

## Zukunft
Konkrete Pläne für den gesamten Bau der Strecke gibt es nicht, aber seit Juni 2009 ist beim südlichen Abschnitt ein weiteres Teilstück von Ulsan nach Pohang in Bau. Dieser Teil ist etwa 54 Kilometer lang und soll am 29. Dezember 2015[veraltet] provisorisch in Betrieb genommen werden und im März 2016[veraltet] endgültig fertiggestellt sein. Beim nördlichen Abschnitt ist seit März 2009 eine Erweiterung um 18,6 km von  Samcheok nach Dunghae sowie am nördlichen Ende eine Erweiterung um 18,5 km von Yangyang (Hajodae) nach Sokcho in Bau. Diese beiden Teilstücke sollen Ende 2016[veraltet] abgeschlossen sein. Sokcho liegt etwa 35 Kilometer südlich der Grenze zu Nordkorea.

## Verkehrsaufkommen
Es liegen keine Daten vor.

## Ausbau der Fahrbahnen
| von     | nach     | Länge | Fahrspuren |
| ------- | -------- | ----- | ---------- |
| Busan   | Ulsan    | 47 km | 2x2        |
| Donghae | Yangyang | 85 km | 2x2        |